# Каштіліаш II
Каштіліаш II — каситський вождь, правив приблизно в 1683-1674 до н. е.
Син Каштіліаша I. Захопив владу в Ханейському царстві, поваливши аккадського-аморейську династію.